# Redwood Tree
"Redwood Tree" es una canción del músico norirlandés Van Morrison publicada en el álbum de 1972 Saint Dominic's Preview y como sencillo el mismo año, con la canción "Saint Dominic's Preview" como cara B.
La canción no fue un gran éxito como sencillo según lo previsto por la revista musical Rolling Stone, que escribió: "La afirmación de Saint Dominic's Preview es trasladada al pasado en "Redwood Tree", un estático recuerdo de la niñez centrada en la imagen de una secoya. Este bonito y sensual corte tiene el mejor potencial del álbum como sencillo de éxito".
El biógrafo Johnny Rogan cree que "Redwood Tree" consagra la belleza del condado de Marin". Por su parte, Brian Hinton comentó: ""Redwood Tree" es una canción sobre la reconciliación, que parece injertar la niñez de Van en Belfast a California, donde las secoyas crecen actualmente, "Keep us from all harm" (lo cual puede traducirse al español como: "Mantenos de todo daño"), una invocación del espíritu de la antigua madera".

## Personal
- Van Morrison: guitarra rítmica y voz
- Jules Broussard: saxofón tenor
- Bill Church: bajo
- Gary Mallaber: batería
- Doug Messenger: guitarra
- Janet Planet: coros
- Tom Saisbury: piano
- Ellen Schroer: coros
- Jack Schroer: saxofón alto y barítono
- Mark Springer: coros